# إريك بالمر (لاعب كريكت)
اريك بالمر (16 يونيو 1931 في المملكة المتحدة - ) (بالإنجليزية: Eric Palmer)‏ هو لاعب كريكت بريطاني. لعب مع نادي مقاطعة ساسكس للكريكت ‏ وBerkshire County Cricket Club ‏.

## وصلات خارجية
- اريك بالمر على موقع إي آس بي آن كريك إنفو (الإنجليزية)